# Julià (cèsar)
Julià (en llatí Iulianus) va ser el fill petit de l'usurpador del tron imperial romà d'Occident Constantí, conegut com a Constantí III. Era germà de Constant II.
Quan el seu germà Constant va rebre el títol de cèsar per part del seu pare l'any 408, Julià va ser nomenat Nobilissimus. I quan Constant va ser nomenat August a finals del 409 o al començament del 410 i enviat a Hispània, el títol de Cèsar va passar a Julià. Julià va ser capturat l'any 411 juntament amb el seu pare a Arles pel militar i posteriorment emperador Constanci III. Julià i el seu pare van ser enviats a Itàlia davant de l'emperador Honori que va ordenar executar-los a l'agost o al setembre de l'any 411 a Ravenna.